# Vesturbyggð
Vesturbyggð is een gemeente in het noordwesten van IJsland in de regio Vestfirðir. Het heeft 937 inwoners (in 2006) en een oppervlakte van 1339 km². De gemeente ontstond op 11 juni 1994 door het samenvoegen van de gemeentes Barðastrandarhreppur, Rauðasandshreppur, Patrekshreppur en Bíldudalshreppur. De grootste plaats in de gemeente is Patreksfjörður met 632 inwoners (in 2006). Andere plaatsen in de gemeente zijn Bíldudalur met 185 inwoners en Krossholt met 15 inwoners (in 2005).
Bolungarvíkurkaupstaður · Ísafjarðarbær · Reykhólahreppur · Tálknafjarðarhreppur · Vesturbyggð · Súðavíkurhreppur · Árneshreppur · Kaldrananeshreppur · Bæjarhreppur · Strandabyggð